# Bergamo (stacja kolejowa)
Bergamo (wł: Stazione di Bergamo) – stacja kolejowa w Bergamo, w regionie Lombardia, we Włoszech. Znajdują się tu 3 perony.

## Historia
Stacja została wybudowana w ramach projektu kolei Südbahn, część linii Ferdinandea (Mediolan - Wenecja) i została otwarta 12 października 1857 r., wraz z odcinkiem Treviglio - Bergamo - Coccaglio. W 1863 roku została uruchomiona linia do Lecco.
W 1878 połączenie Treviglio - Rovato (poprzez Chiari) umożliwiło połączenie z Mediolanu do Wenecji w sposób bezpośredni, wówczas stacja Bergamo nagle stracił na znaczeniu, pozostając na marginesie głównej sieci kolejowej.
W 1889 roku została uruchomiona linia do Carnate.
Na początku XXI wieku rozpoczęto prace nad rozbudową linii zbieżnych w Bergamo, w celu poprawy połączenia z Mediolanem (w bardziej odległej przyszłości) zwiększając podmiejskie połączenia z Bergamo.

## Charakterystyka
Budynek jest podłączony z peronami przez mały tunel, który łączy stację z Via Gavazzeni, który znajduje się w pobliżu kampusu szkoły. Pasaż podziemny został w końcu otwarty jesienią 2008 r., po prawie pięćdziesięciu latach od wczesnych projektów.
| Bergamo                               |  |                             |
| Linia Lecco - Bergamo (0,000 km)      |  |                             |
| Ponte San Pietroodległość: 7,742 km   |  |                             |
| Linia Seregno - Bergamo (0,000 km)    |  |                             |
| Ponte San Pietroodległość: 7,742 km   |  |                             |
| Linia Treviglio - Bergamo (21,882 km) |  |                             |
| Stezzanoodległość: 4,707 km           |  |                             |
| Linia Bergamo - Brescia (21,882 km)   |  |                             |
|                                       |  | Seriate odległość: 4,159 km |